# Sarah Reilly
Sarah Reilly (Leeds, 3 juli 1973) is een voormalig atlete uit Ierland.
Op de Olympische Zomerspelen 2000 van Sydney nam Reilly voor Ierland deel aan de 100 meter en 200 meter sprint.
Zij was getrouwd met olympisch hoogspringer Brendan Reilly.
Haar deelname aan de Olympische Spelen was tot op het laatste moment onzeker, omdat ze oorspronkelijk de Britse nationaliteit had, maar door haar huwelijk een Iers paspoort had aangevraagd. Het olympisch committe van Groot-Brittannië moest echter nog toestemming geven dat ze voor Ierland kon uitkomen, iets dat pas op het laatste moment werd gerealiseerd.
- World Athletics: 14283364